# Monastero Vysoko-Petrovskij
Il monastero Vysoko-Petrovskij è un monastero russo ortodosso nella zona di Belyj Gorod a Mosca, che domina un colle da cui la via Petrovka scende verso il Cremlino.

## Storia
Si ritiene che il monastero sia stato fondato negli anni Venti del XIV secolo da San Pietro di Mosca, il primo metropolita russo a trasferire la propria sede a Mosca. Il convento diede il proprio nome alla vicina via Petrovka, una delle strade che si allontanano in direzione radiale dalla Piazza Rossa.
Nel tardo XVII secolo, i boiari della famiglia Naryškin, parenti di Pietro il Grande dal ramo materno, trasformarono il monastero nel luogo di sepoltura della propria famiglia. Lo fecero ricostruire nello stile barocco Naryškin, associato al loro nome. A metà del XVIII secolo, diverse strutture accessorie vennero aggiunte, molto probabilmente su progetto di Dmitrij Uchtomskij o di Ivan Mičurin.
La cattedrale del monastero, dedicata a san Pietro di Mosca, fu per lungo tempo considerata uno dei tipici monumenti in barocco Naryshkin, che si ritiene risalente al 1692. Negli anni settanta del XX secolo, studi dettagliati delle fonti e degli scavi sul sito, rivelarono che la cattedrale fu in realtà costruita nel 1514-17 da Aloisio il Nuovo.
Il campanile del monastero e le celle dei monaci, commissionate dai Naryškin, vennero erette negli anni novanta del XVII secolo.
Nel 1926 il monastero venne chiuso. Nel 1992 alcuni edifici del monastero vennero restituiti alla Chiesa ortodossa russa. Nel 2005 gli edifici erano divisi fra la Chiesa ortodossa russa ed il Museo della letteratura di Mosca.

## Strutture
- Cattedrale di San Pietro (1517).
- Chiesa di Nostra Signora di Bogolyubovo (con un refettorio) (1687).
- Chiesa di San Giorgio di Radonež (con un refettorio) (1694).
- Chiesa di San Pacomio il Grande sopra le porte del monastero (1755).
- Chiesa di Nostra Signora di Tolga (1750).
- Chiesa dell'Intercessione sopra le porte del monastero, con un campanile (1694).
- Chiesa (in precedenza cappella) di Nostra Signora di Kazan (dentro le vecchie porte sotto il campanile).